# Curriea longicauda
Curriea longicauda är en stekelart som beskrevs av Falco 2000. Curriea longicauda ingår i släktet Curriea och familjen bracksteklar. Inga underarter finns listade i Catalogue of Life.